# Зареченский сельский округ (Московская область)
Зареченский сельский округ — упразднённая административно-территориальная единица, существовавшая на территории Дмитровского района Московской области в 1994—2006 годах.
Зареченский сельсовет был образован 22 августа 1979 года в составе Дмитровского района Московской области путём объединения Дутшевского и Раменского с/с. Также в состав сельсовета вошло селение Насадкино Куликовского с/с.
22 октября 1979 года из Куликовского с/с в Зареченский были переданы селения Алексеево, Глазачево, Надмошье и Паньково.
30 октября 1986 года в Зареченском с/с были упразднены селения Алексеево, Глиньково и Первая Полуденовка.
3 февраля 1994 года Зареченский с/с был преобразован в Зареченский сельский округ.
В ходе муниципальной реформы 2004—2005 годов Зареченский сельский округ прекратил своё существование как муниципальная единица. При этом все его населённые пункты были переданы в сельское поселение Куликовское.
29 ноября 2006 года Зареченский сельский округ исключён из учётных данных административно-территориальных и территориальных единиц Московской области.